# レッドキャベツ
レッドキャベツ（英: Red Cabbage）は、イオン九州が九州北部に店舗を展開するスーパーマーケットチェーンストア。
2020年3月上旬までは同名の運営会社（株式会社レッドキャベツ、英: Red Cabbage Co., Ltd.）が運営していたが、2020年3月21日までにマックスバリュ九州へ店舗運営権を含めた資産譲渡が行われ、2023年に登記簿が閉鎖されている。

## 概要

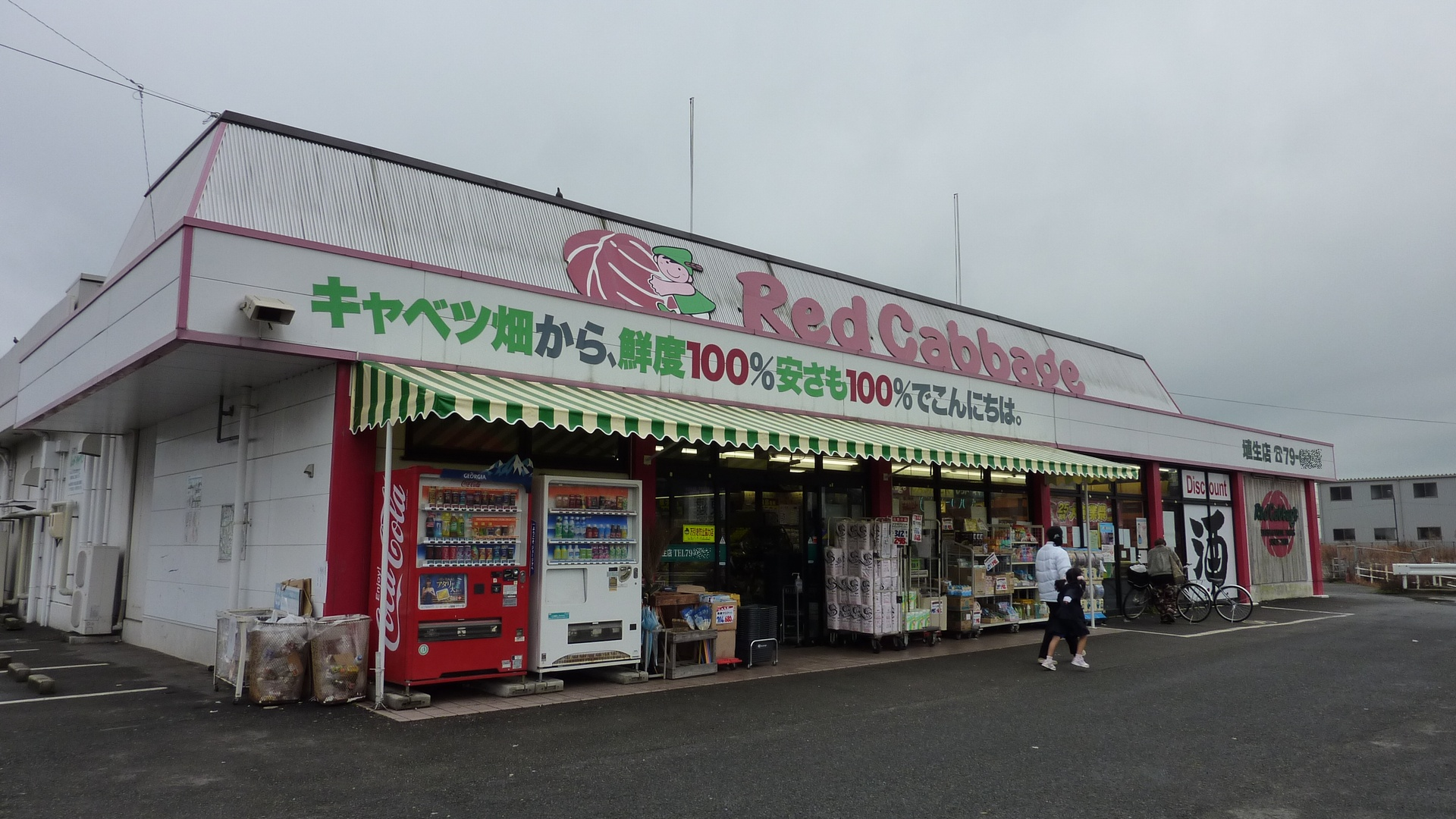
埴生店（丸信からの引継店舗）

1984年に岩下義之が山口県下関市で創業。生鮮食料品ディスカウント形スーパーを謳い、下関市内を中心に店舗展開を行っていたが、1996年の福岡県北九州市への出店後は九州北部への店舗展開を加速。熊本県・佐賀県・長崎県へも進出を果たした。なお、埴生店（山口県山陽小野田市）と宇部新天町店（山口県宇部市）は2000年（平成12年）2月に倒産した丸信から引き継いだものである。北九州地区に位置する鞍手店は、旧ユニードの店舗を活用している。
元々創業家のみが株式を保有する同族経営を行っていたが、2014年9月に創業者の古巣でもあるイオンとの資本業務提携を締結。レッドキャベツが大幅な第三者割当増資を実施し、その大半をイオンが引き受ける形でイオングループの一員となった。その後、2015年に閉店した（得鮮市場）福岡空港店跡に本社を移転、旧本店は閉店の上建物が取り壊された。イオングループ入り後は、仕入れ部門などの共同化や、グループ共同の募金活動のへの参画など、九州地区のイオン各社との共同活動の機会を増やした。
2019年1月23日付の山口新聞が、山口県内の6店舗（下関市内の熊野店・新地店・上田中店・小月店と、上述の埴生店・宇部新天町店）を同年2月27日までに全て閉店し、創業地である山口県内から撤退すると報じ、その後、2月25日から2月27日の間に2店舗ずつ閉店となり、熊野店と小月店の閉店をもって山口県から完全撤退した。また、同年中には九州内の4店舗を閉店し、このうちみらい長崎ココウォーク店（長崎市）については、同じイオングループでスーパーマーケット事業を展開するマックスバリュ九州に譲渡し、同社が「レッドキャベツ」の屋号のまま再オープンするなど、規模を縮小していった。
2020年3月13日、マックスバリュ九州がレッドキャベツ13店舗の固定資産を取得し、同年3月21日に同社運営の店舗として開業することが発表された。同年3月17日に行われたマックスバリュ九州の取締役会で、同社内に「レッドキャベツ事業部」を設置し、固定資産の他、レッドキャベツ社長の岩下良をはじめとする人材も受け入れることが明らかにされた。これに伴い、友丘店（福岡市城南区）は同年3月16日、そのほかの店舗も同年3月17日をもって当社での営業を終了し、数日間の休業に入り、3月21日に「レッドキャベツ」の屋号のままマックスバリュ九州運営の店舗として再オープン、マックスバリュ九州運営の「レッドキャベツ」は前述のみらい長崎ココウォーク店を含め14店舗となった。今後、改装により順次「マックスバリュ」「ザ・ビッグ」へのリブランドが行われる予定である。
なお、屋形原店（福岡市南区）のみ、マックスバリュ九州への運営移管は行われず、同年3月20日付で閉店した。法人としての「レッドキャベツ」は公式サイトが閉鎖され、2023年に法人格も消滅している。
また、2020年9月1日にマックスバリュ九州がイオン九州へ吸収合併されたことに伴い、「レッドキャベツ」として営業している5店舗の運営がイオン九州へ再移管された。

## 沿革
- 1984年（昭和59年）
  - 8月 - 株式会社レッドキャベツを設立。
  - 11月 - 運営店舗1号店となる熊野店（下関市川中豊町）を開店。
- 1995年（平成7年）12月 - 山の田店を開店（後の本社、現在の登記上本店）。
- 1996年（平成8年） - 福岡県1号店となる紅梅店（北九州市八幡西区）を開店。初の山口県外進出。
- 2003年（平成15年）
  - 4月 - 熊本県1号店となる十禅寺店（熊本市十禅寺（当時、現：熊本市南区十禅寺））を開店。
  - 8月 - 佐賀県1号店となる鹿島ピオ店（鹿島市大字高津原）を開店。
- 2006年（平成18年）10月 - 長崎県1号店となる対馬いづはら店（対馬市厳原町）を開店。
- 2008年（平成20年）3月 - 創業者岩下義之の死去に伴い、長男の岩下良が代表取締役社長に就任。
- 2012年（平成24年）9月 - Tポイントを導入[14]。入れ替わりに従来のポイントカードである「レッドキャベツポイントカード」は前日の8月31日をもって廃止された。
- 2014年（平成26年）
  - 9月22日 - イオンと資本業務提携契約を締結し、イオンの連結子会社化[5]。今後、イオングループから取締役及び監査役が派遣される予定で、今後イオンならびにマックスバリュ九州との共同仕入れや、イオンのプライベートブランド商品の導入についての協議を行うとしている[15]。
  - 12月1日 - イオンのプライベートブランド「トップバリュ」の販売を開始。
- 2015年（平成27年）5月 - 4月いっぱいで閉店した福岡空港店跡に本社を移転。
- 2016年（平成28年）1月13日 - イオン九州・マックスバリュ九州との共同で「九州商品開発部」を設立[6]。
- 2017年（平成29年）10月 - 熊本県の十禅寺店と桜木店を閉店し、同県から撤退。なお、両店舗は運営をマックスバリュ九州へ承継され、同社が運営する食品ディスカウントストア「ザ・ビッグ」として、十禅寺店は熊本南店と改称した上で同年11月2日に[16]、桜木店は同年11月23日に[17]それぞれ改装オープンされた。
- 2019年（平成31年/令和元年）
  - 2月 - 埴生店と新天町店が25日に、新地店と上田中店が26日に、熊野店と小月店が27日に順次閉店したことで山口県から撤退（なお、山口県以外のエリアでも25日から27日の間に3店舗が閉店となり、大幅な店舗閉鎖となった）。
  - 8月27日 - 長崎県のみらい長崎ココウォーク店を閉店。運営をマックスバリュ九州へ承継され、9月1日に同社運営店舗としてリニューアルオープン（店舗ブランドもそのまま承継されたため、マックスバリュ九州運営の「レッドキャベツ」が誕生した）。
- 2020年（令和2年）
  - 2月19日 - この日をもって黒崎店が閉店。
  - 3月13日 - マックスバリュ九州が同年3月21日付で当社の13店舗の固定資産を取得し、同社運営店舗として開業することを発表[11]。
  - 3月16日 - この日をもって友丘店の営業を終了、翌3月17日より休業に入る。
  - 3月17日 - この日をもって屋形原店を除く12店舗の営業を終了、翌3月18日より休業に入る。
  - 3月20日 - この日をもって屋形原店が閉店し、レッドキャベツで運営していた全ての店舗の営業を終了。また、同日付でTポイントも終了。
  - 3月21日 - 13店舗がマックスバリュ九州の運営店舗として再オープン。ポイントサービスがTポイントからWAON POINTに変わり、電子マネーWAONが導入された（一部の店舗ではWAONステーションの機能を兼ねるイオン銀行ATMも設置される）。
  - 9月1日 - マックスバリュ九州とイオン九州の合併に伴い、5店舗の運営をイオン九州へ継承。
- 2023年（令和5年）
  - 5月30日 - 登記記録の閉鎖[4]。

## 店舗
2020年3月21日のマックスバリュ九州への運営移管完了時点での店舗数は14店舗あった（うち、みらい長崎ココウォーク店は2019年9月1日に運営移管している）。同年6月に一部を除く福岡県の店舗で「マックスバリュ」の小型店舗業態である「マックスバリュエクスプレス」へのリブランドが行われ、北九州地区は全ての店舗での「マックスバリュ」へのリブランドを完了。翌月には対馬いづはら店が「マックスバリュ」へリブランド、同年10月に多布施店・蔵上店が、同年11月に甘木駅前店が「ザ・ビッグ」へ順次業態転換され、佐賀県内の全ての店舗が「ザ・ビッグ」へ業態転換。2021年初頭には福岡空港店が「マックスバリュエクスプレス」へリブランドされ、福岡地区は全ての店舗での「マックスバリュ」へのリブランドまたは「ザ・ビッグ」への業態転換を完了。2021年3月時点での現存店舗はみらい長崎ココウォーク店1店舗のみ。
福岡県 福岡地区
- 老司店（福岡市南区） → 2020年6月に「マックスバリュエクスプレス」へリブランド
- 博多駅南店（福岡市博多区） → 2020年6月に「マックスバリュエクスプレス」へリブランド
- 福岡空港店（福岡市博多区） → 2021年に「マックスバリュエクスプレス」へリブランド
- 友丘店（福岡市城南区） → 2020年6月に「マックスバリュエクスプレス」へリブランド
- 干隈店（福岡市城南区） → 2020年6月に「マックスバリュエクスプレス」へリブランド
- 甘木駅前店（朝倉市） → 2020年11月13日に「ザ・ビッグ」へ業態転換[18]（2023年6月20日閉店） → 2023年9月14日にイオンウエルシア九州へ運営移管して「ウエルシアプラス」へ再度業態転換（店舗名も朝倉甘木駅前店へ変更）[19]。

福岡県 北九州地区
- 小倉駅店（北九州市小倉北区） → 2020年6月に「マックスバリュエクスプレス」へリブランド
- 城野店（北九州市小倉南区） → 2020年6月9日に「マックスバリュエクスプレス」へリブランド
- 徳力店（北九州市小倉南区） → 2020年6月に「マックスバリュエクスプレス」へリブランド
- 八幡駅前店（北九州市八幡東区） → 2020年6月9日に「マックスバリュエクスプレス」へリブランド

佐賀県
- 多布施店（佐賀市） → 2020年10月2日に「ザ・ビッグ」へ業態転換[20]
- 蔵上店（鳥栖市） → 2020年10月23日に「ザ・ビッグ」へ業態転換（転換時に店舗名も鳥栖蔵上店へ変更[21]、2024年7月20日閉店） → 2024年8月1日にイオンウエルシア九州へ運営移管して「ウエルシアプラス」へ再度業態転換[22]。

長崎県
- 対馬いづはら店（対馬市） → 2020年7月に「マックスバリュ」へリブランド
レッドキャベツでの営業時は「いづはら店」だったが、移管時に店舗名を変更。マックスバリュ九州全体において初の離島地域における店舗でもある[23]。
- みらい長崎ココウォーク店（長崎市） - 2021年以降唯一レッドキャベツブランドで営業されている。